# Ciclismo ai Giochi della XVII Olimpiade

Il velodromo olimpico nel 1960.

Le competizioni di ciclismo dei Giochi della XVII Olimpiade si svolsero dal 26 al 29 agosto 1960 al  Velodromo Olimpico per le competizioni su pista mentre le competizioni su strada si svolsero nei giorni 26 e 30 agosto a Roma.
Come a Melbourne 1956 si sono disputati sei eventi tutti maschili.

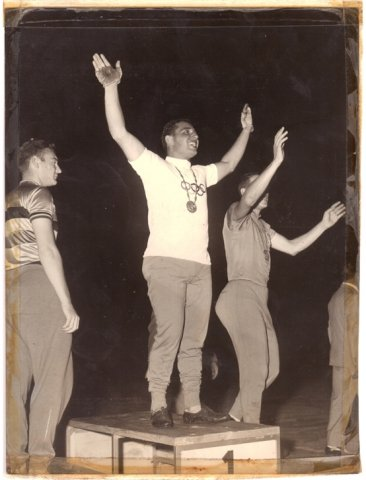
Il pistard Sante Gaiardoni sul podio in occasione della premiazione per una delle due medaglie d'oro vinte.

## Podi

### Uomini
| Evento                            | Oro                                                                  | Prestazione | Argento                                                                                | Prestazione | Bronzo                                                                              | Prestazione |
| Ciclismo su strada                |                                                                      |             |                                                                                        |             |                                                                                     |             |
| Corsa in linea (dettagli)         | Viktor Kapitonov                                                     | 4h20'37"    | Livio Trapè                                                                            | s.t.        | Willy Vanden Berghen                                                                | a 20"       |
| Cronometro a squadre (dettagli)   | Italia Livio Trapè Antonio Bailetti Ottavio Cogliati Giacomo Fornoni | 2h14'33"    | Squadra Unificata Tedesca Gustav-Adolf Schur Egon Adler Erich Hagen Günter Lörke       | a 2'23"     | Unione Sovietica Aleksej Petrov Viktor Kapitonov Evgenij Klevcov Jurij Melichov     | a 4'08"     |
| Ciclismo su pista                 |                                                                      |             |                                                                                        |             |                                                                                     |             |
| Inseguimento a squadre (dettagli) | Italia Marino Vigna Luigi Arienti Franco Testa Mario Vallotto        |             | Squadra Unificata Tedesca Siegfried Köhler Bernd Barleben Peter Gröning Manfred Klieme |             | Unione Sovietica Viktor Romanov Arnol'd Bel'gardt Leonid Kolumbet Stanislav Moskvin |             |
| Velocità (dettagli)               | Sante Gaiardoni                                                      |             | Leo Sterckx                                                                            |             | Valentino Gasparella                                                                |             |
| Km da fermo (dettagli)            | Sante Gaiardoni                                                      | 1'07"27     | Dieter Gieseler                                                                        | a 1"48      | Rostislav Vargaškin                                                                 | a 1"59      |
| Tandem (dettagli)                 | Italia Sergio Bianchetto Giuseppe Beghetto                           |             | Squadra Unificata Tedesca Jürgen Simon Lothar Stäber                                   |             | Unione Sovietica Vladimir Leonov Boris Vasil'ev                                     |             |

## Medagliere
| Pos.   | Paese                     | Oro | Argento | Bronzo | Totale |
| ------ | ------------------------- | --- | ------- | ------ | ------ |
| 1      | Italia                    | 5   | 1       | 1      | 7      |
| 2      | Unione Sovietica          | 1   | 0       | 4      | 5      |
| 3      | Squadra Unificata Tedesca | 0   | 4       | 0      | 4      |
| 4      | Belgio                    | 0   | 1       | 1      | 2      |
| Totale | Totale                    | 6   | 6       | 6      | 18     |